# Габонско-израильские отношения
Габонско-израильские отношения — международные двусторонние исторические и настоящие дипломатические, политические, экономические, военные, культурные и иные связи между Габоном и Израилем.

## История
Отношения между Израилем и Габоном были установлены в 1960 году, когда последний провозгласил независимость. Тогда оба государства подписали несколько договоров и соглашений. В 1962 году было подписано Соглашение о техническом сотрудничестве и Договор о дружбе, а в 1963 году — торговое соглашение. Габон стал одной из африканских стран, расположенных к югу от Сахары, в которую Израиль отправил сотни экспертов по сельскому хозяйству и техников для помощи в развитии молодой нации.
В 1973 году под давлением стран ОПЕК Габон порвал отношения с Израилем из-за участия его в Войне Судного дня. После этого, Габон вышел из этой организации.
Отношения были восстановлены 29 сентября 1993 года. В настоящее время контакты осуществляются через израильское посольство в соседнем Камеруне, несмотря на то, что официально аккредитованным послом в Габоне является работник израильского МИДа в Иерусалиме.
В 2011 году израильский МИД пытался убедить Габон не голосовать в пользу про-палестинской резолюции в ООН. В итоге, представители африканской страны воздержались при голосовании.
28 ноября 2017 года Нетаньяху посетил Кению для участия в церемонии инаугурации переизбранного президента Ухуру Кениаты. В рамках визита в Кению Нетаньяху встретился с Али Бонго, президентом Габона, и обсудил развитие двусторонних отношений.

## Туризм
В настоящее время между странами действует договор об отмене визовых формальностей для владельцев дипломатических паспортов.